# Jerzy Kubisz
Jerzy Kubisz (ur. 15 sierpnia 1862 w Końskiej, zm. 5 czerwca 1939 w Cieszynie) – polski pedagog i działacz społeczny na Śląsku Cieszyńskim. 

## Życiorys
Pochodził z chłopskiej rodziny Pawła i Zuzanny z Kłapsiów. Uczęszczał do szkoły ludowej w Końskiej pod Cieszynem, od 1875 do niższych klas gimnazjum niemieckiego w Cieszynie, a następnie do seminarium nauczycielskiego w Cieszynie. Pracował jako nauczyciel w wiejskich szkołach na Śląsku Cieszyńskim, m.in. w Wiśle-Czarnym, Datyń Dolnych, Wiśle-Równem. Wraz z Atanazym Pacułą i Wiktorem Terlidą opracował Elementarz dla szkół ludowych (1890). W latach 1897–1919 był kierownikiem szkoły w Kocobędzu. Tam też założył także Kółko Rolnicze, Straż Pożarną i Kasę Raiffeisena.
Był współzałożycielem Polskiego Kółka Pedagogicznego w Ustroniu założonego jesienią 1888 i przekształconego w 1896 w Polskie Towarzystwo Pedagogiczne na Śląsku Cieszyńskim. W latach 1892–1902 był redaktorem naczelnym organu prasowego tej organizacji wychodzącego pod tytułem „Miesięcznik Pedagogiczny” . W 1922 pełnił obowiązki zastępcy inspektora szkolnego w Cieszynie. Z dniem 1 lutego 1929 przeszedł na emeryturę.
Był mężem Anny z Michejdów, z którą miał trzech synów: Jerzego (zm. 1959), Władysława (1892–1941), Stanisława (1898–1940) i córkę Zofię.
Jego przyrodnim bratem był Józef Kubisz – dyplomata dwudziestolecia międzywojennego, konsul RP m.in. w Nowym Jorku, Pittsburghu i Chicago.
Został pochowany na cmentarzu ewangelickim w Cieszynie.

## Ordery i odznaczenia
- Krzyż Niepodległości (2 sierpnia 1931)[6]
- Krzyż Oficerski Orderu Odrodzenia Polski (27 listopada 1929)[7]